# Eudonia speideli
Eudonia speideli is een vlinder uit de familie grasmotten (Crambidae). De wetenschappelijke naam is voor het eerst geldig gepubliceerd in 1982 door Leraut.
De soort komt voor in Europa.